# 刘宏 (1965年12月)
刘宏（1965年12月—），男，中国管理学家，渤海大学管理学院教授，中国共产党党员。曾任管理学院副院长、副书记。

## 生平
1988年至2002年先后在辽宁商业高等专科学校、沈阳师范学院、北京师范大学学习。2000年至今在渤海大学管理学院任教，2007年晋升为副教授。